# Cottbus Spreewaldbahnhof
Cottbus Spreewaldbahnhof, niedersorbisch Chóśebuz Błośańske dwórnišćo, war eine Betriebsstelle der Spreewaldbahn in der Stadt Cottbus in Brandenburg. Das erhaltene Empfangsgebäude steht unter Denkmalschutz. Es befindet sich in der Wilhelm-Külz-Straße in Höhe der Einmündung der Güterzufuhrstraße im Südosten des Stadtteils Ströbitz.

## Architektur und Geschichte

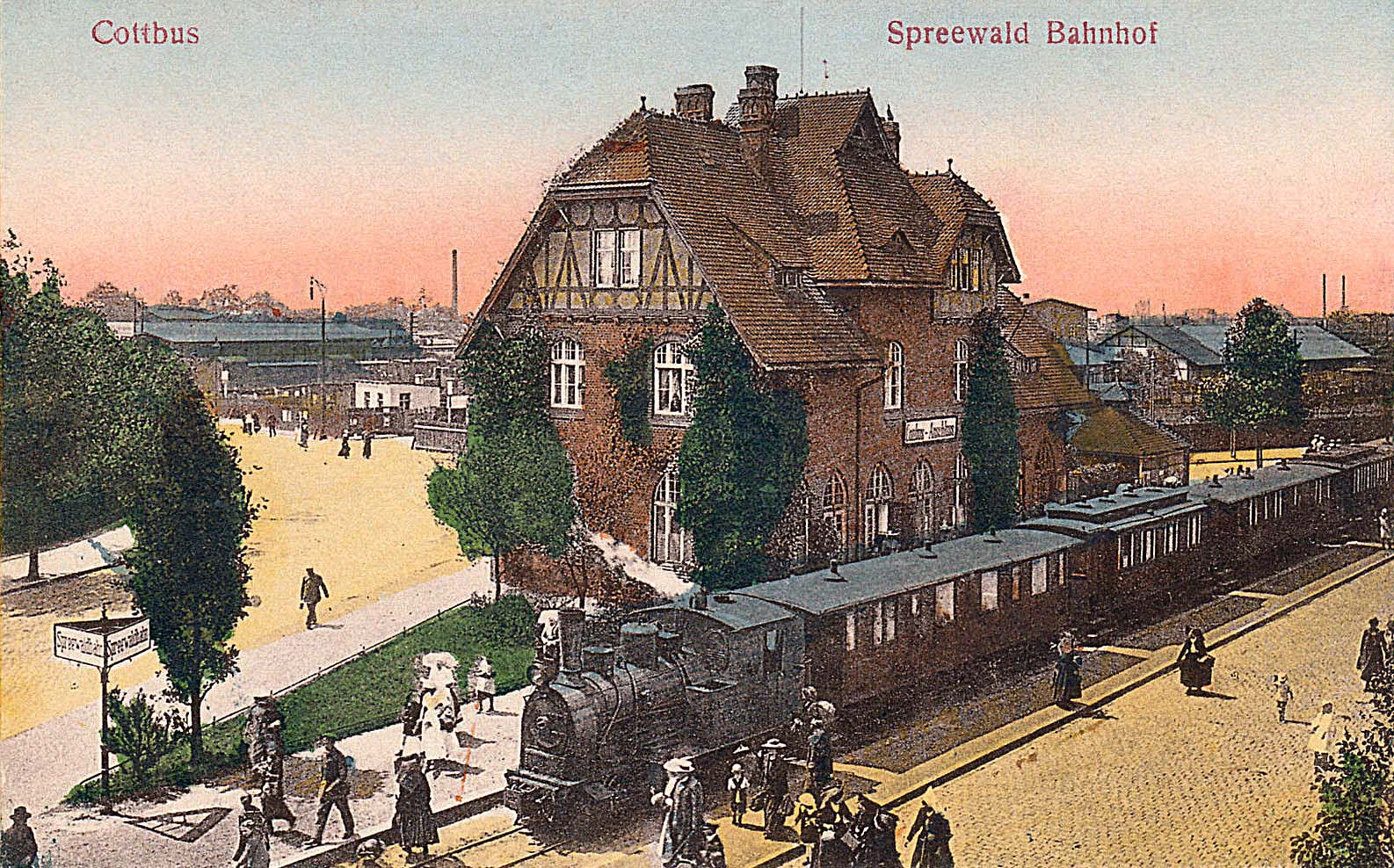
Spreewaldbahnhof auf einer Postkarte aus dem Jahr 1922

Gegen Ende des 19. Jahrhunderts wurde mit der Planung einer Trasse für eine Bahnstrecke, die den Spreewald erschließen und die Städte Lübben und Cottbus miteinander verbinden sollte, begonnen. Im Jahr 1897 begann man in Straupitz mit dem Bau der sogenannten Spreewaldbahn, die am 7. Dezember 1899 vollständig in Betrieb genommen wurde. An der Endhaltestelle in Cottbus diente zunächst ein provisorischer Holzbau als Empfangsgebäude. Das heutige Empfangsgebäude wurde 1904 durch die „Berliner Eisenbahngesellschaft J. R. Becker & Co.“ errichtet und am 5. Dezember 1904 eingeweiht. Ursprünglich wurde der Bahnhof als Cottbus Anschlussbahnhof bezeichnet, da hier durch den unmittelbar südlich gelegenen Staatsbahnhof eine Anbindung an die Berlin–Görlitzer Eisenbahn bestand. Am 3. Januar 1970 wurde der Betrieb des Bahnhofes eingestellt.
Nach der Stilllegung der Spreewaldbahn diente das Empfangsgebäude als Verwaltungsgebäude der Bahn. In den 1980er Jahren wurde das Gebäude saniert, dabei wurde die Dachdeckung aus Biberschwanzziegeln durch eine Schindeldeckung ersetzt. 1998 wurde das Empfangsgebäude fachgerecht saniert. Bis 2010 führte die Wilhelm-Külz-Straße nördlich am Empfangsgebäude vorbei. Im Zuge des Ausbaus als Umgehungsstraße der Cottbuser Innenstadt wurde sie aus Platzgründen südlich um den Spreewaldbahnhof herum verlegt und die Güterzufuhrstraße entsprechend verkürzt. Die Anschrift des Gebäudes wurde danach von Güterzufuhrstraße 1 zu Wilhelm-Külz-Straße 20 geändert.
Das Gebäude ist ein ein- und zweigeschossiger Bau aus Klinkermauerwerk mit Krüppelwalmdach. In der Gebäudemitte ist das Dach erhöht. Bei der Gebäudeerweiterung im Jahr 1924 wurde hier ein achteckiger Turm mit Zwiebelhaube und ein Eingangsbereich mit Schleppdach angebaut. Weitere architektonische Elemente sind die in ihrer Form wechselnden Fenster, die im Erdgeschoss mit Spitzbögen und im Obergeschoss als Rundbögen ausgeführt sind. Die Giebel an der West- und Ostseite des Empfangsgebäudes sind in Sichtfachwerk gehalten. Stilistisch ist das Bauwerk, wie auch die anderen Spreewaldbahnhöfe, an den englischen Landhausstil angelehnt.

## Anlagen
Die Gleisanlagen im Bereich des Bahnhofsgebäudes dienten nur dem Personenverkehr. Auf der Nordseite des Gebäudes lag lediglich ein stumpf endendes Gleis mit Bahnsteig.
Die weiteren Gleisanlagen lagen westlich des Bahnhofgebäudes. Hierhin mussten die Personenzüge auch zurückdrücken, um die Lokomotive umzusetzen. Neben dem Umsetzgleisen gab es dort eine Güterabfertigung mit Ladegleis und drei Rollbockgruben, um Normalspurwagen auf schmalspurige Rollböcken zu setzen.
Für umsteigende Fahrgäste gab es am südlichen Ende der Güterzufuhrstraße einen Personentunnel, von dem aus Zugang zu den Bahnsteigen und dem Empfangsgebäude des Staatsbahnhofes möglich war.